# جيف فوت
جيف فوت (بالإنجليزية: Jeff Foote)‏ مواليد 14 يوليو 1987 في نيويورك، هو لاعب كرة سلة أمريكي. بدأ مسيرته الاحترافية في سنة 2010. يبلغ طوله 7 قدم 0 بوصة (2.1 م). اعتزل اللعب في 2014.

## المسيرة الاحترافية
لعب مع مكابي تل أبيب لكرة السلة في موسم 2010–2011، ثم لعب مع نيو أورلينز بيليكانز في سنة 2012، ثم لعب مع زالغيريس لكرة السلة في موسم 2012–2013.

## روابط خارجية
- جيف فوت على موقع إن بي أي (الإنجليزية)
- جيف فوت على موقع سبورتس رفرنس (الإنجليزية)
- جيف فوت على موقع كرة السلة الأوروبية.كوم (الإنجليزية)
- جيف فوت على موقع كلية كرة السلة في سبورتس رفرنس.كوم (الإنجليزية)
- جيف فوت على موقع ريلجم (الإنجليزية)
- جيف فوت على موقع بروبوليرز (الإنجليزية)
- جيف فوت على موقع سبورتس رفرنس (الإنجليزية)
- جيف فوت على موقع سبورتس رفرنس (الإنجليزية)